# Thorpe Satchville
Thorpe Satchville – wieś w Anglii, w Leicestershire, w dystrykcie Melton, w civil parish Twyford and Thorpe. W 1931 roku civil parish liczyła 186 mieszkańców.